# Mỏ chì kẽm Chợ Điền
Mỏ chì kẽm Chợ Điền là mỏ chì kẽm ở vùng đất xã Bản Thi huyện Chợ Đồn tỉnh Bắc Kạn, Việt Nam.
Mỏ chì kẽm Chợ Điền được ngành Địa chất Việt Nam bắt đầu điều tra từ năm 1957 với sự cố vấn của các chuyên gia Liên Xô và Tiệp Khắc, xác định trữ lượng vài triệu tấn quặng.
Hiện nay chủ quản mỏ là Công ty mỏ chì kẽm Chợ Điền, thành viên của Công ty TNHH MTV Kim loại màu Thái Nguyên.
Mỏ Chợ Điền ở cách thị trấn Bằng Lũng 22°09′24″B 105°35′48″Đ / 22,156537°B 105,596651°Đ cỡ 13 km đường thẳng theo hướng tây bắc.

## Tác động môi trường dân sinh
Khu vực xưởng tuyển quặng của mỏ nằm ngay cạnh trung tâm văn hóa xã Bản Thi, bền bờ suối Bản Thi. Cùng với xâm tán vốn có của quặng, các hoạt động tuyển quặng làm cho mức ô nhiễm chì kẽm trong vùng cao hơn bình thường, ảnh hưởng đến sức khỏe của người dân. Trong số đó, các giáo viên của trường THCS xã Bản Thi có biểu hiện ảnh hưởng nặng.